# IBM PC-AT
IBM Personal Computer AT ili IBM AT, IBM PC/AT, PC AT naziv je za drugu generaciju osobnih računala tvrtke IBM. Za razliku od prethodnih serija IBM PC i IBM PC XT  arhitektura je bazirana na mikroprocesoru Intel 80286 uz operacijski sustav PC-DOS 3.0.
Prvo računalo izašlo je na tržište 1984. godine kao model 5170. Skraćenica AT stoji za Advanced Technology (napredna tehnologija).

## Tehnička svojstva
- mikroprocesor: Intel 80286, 16-bitna podatkovna sabirnica, 24-bitna adresna sabirnica
- frekvencija: 6 MHz ili 8 MHz
- matematički mikroprocesor: Intel 80287 (nije bio u standardnoj opremi)
- RAM: 16Mb (najviše)
- U/I međusklopovi:
  - 5-iglični DIN za tipkovnicu
- sat u realnom vremenu s baterijskom podrškom
- disketna jedinica: 5 1/4" 1,2MB (15 sektora sa 512 bajta, 80 traka, dvostrana), kasnije jednice su imale 3,5" disketnu jedinicu
- tvrdi disk
- operacijski sustav: PC DOS 3.1 ili više, OS/2 1.x